# Belgrano (Neuquén)
Belgrano es un barrio de la ciudad de Neuquén, Argentina. Es uno de los más antiguos de la ciudad y constituye una importante zona residencial que limita con el centro.

## Geografía física
Geografía física
Se encuentra ubicado en el sudeste de la ciudad. Sus límites fueron establecidos por la ordenanza municipal 5388/92. Son los siguientes:
- Al norte: ruta nacional 22, que lo separa del Centro y del barrio Mariano Moreno.
- Al este: avenida Saturnino Torres, que lo separa del barrio Confluencia.
- Al sur: arroyo Durán y río Limay, que lo separan del barrio Río Grande.
- Al oeste: avenida Olascoaga y calle Río Negro, que lo separan de los barrios Nuevo y Villa María respectivamente.

Sus dimensiones máximas son de 2.100 metros en dirección norte-sur y 1.700 metros en dirección este-oeste. Su superficie total es de 247 hectáreas.
El barrio se encuentra en la antigua planicie de inundación del río Limay. Se recuerdan dos grandes inundaciones ocurridas en los primeros años de la ciudad: la de 1931 y la de 1958. En esta última, las aguas alcanzaron las vías del ferrocarril y la Ruta Nacional 22, cubriendo por completo el barrio. Con la construcción de la represa El Chocón (1972) y otras obras similares, las inundaciones comenzaron a ser controladas, lo que permitió el avance urbano hacia la costa. 
A inicios del siglo XX, varios cursos de agua secundarios atravesaban la planicie de inundación. Con el avance urbano se rellenaron algunos pero se respetaron dos de estos cursos a los que hoy que se denominan arroyos Durán y Villa María. El primero marca el límite sudoeste del barrio por unos 400m. El arroyo Villa María atraviesa los barrios Belgrano y Confluencia (Urbano y Rural) donde desemboca al Limay. Su nombre se debe al nombre de barrio que quedaba del otro lado del arroyo al oeste de la calle Río Negro. En la década de 1940 había un solo puente de hierro en calle Río Negro y una pasarela peatonal en av. Olascoaga.  Entre el año 2001 y 2002 se realiza el entubado del arroyo entre las calles Corrientes y Bahía Blanca. En 2005 se entuba el tramo entre esta última y Linares. Entre 2011 y 2012 se hace hasta la calle El Chocón poco más allá de Saturnino Torres. La sección del conducto es de 3.5m de ancho y 1.6 m de altura y conduce un caudal de 14 m³/s.

## Historia

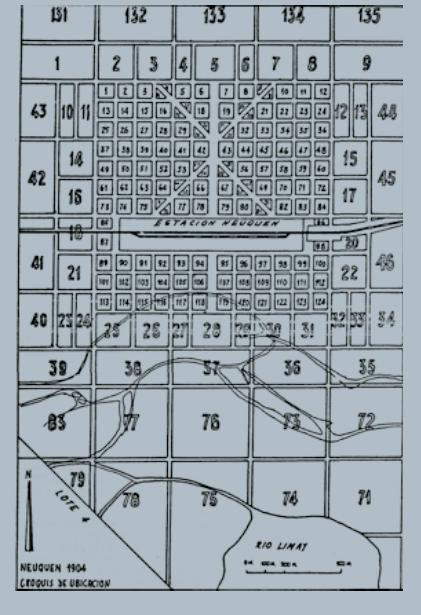
Imagen 1: Plano del proyecto de amanzanamiento del la ciudad de Neuquén. Año: 1904.

Al estar tan cerca del centro, la historia de barrio y la definición se sus límites surge de la historia de la ciudad misma.
En 1904 se realiza un proyecto de amanzanamiento de la ciudad que acaba de ser designada capital del Territorio Nacional. En ese proyecto se trazan lo que hoy es la avenida Olascoaga e incluye las calles Montevideo y Bahia Blanca, que hoy son parte del barrio. Incluso en el plano aparecen dos calles más con manzanas urbanas (100 m x 100 m) pero sin nombre hasta lo que hoy es la calle Richieri. A partir de ahí aparecen bloques rurales (chacras) con su numeración hasta la costa del río. Son las número 29 a 36 y 71 a 74.
Los primeros habitantes se instalan en la segunda década del siglo XX y ya existía lo que hoy es el barrio Confluencia Urbana.
En 1913 se inauguró el primer matadero municipal que funcionó en la chacra 35, en la actual esquina de Riccheri y Bahia Blanca. De aquí que inicialmente se conociera como «barrio Matadero».
Más allá de la grilla trazada al momento de la fundación, el paisaje era típicamente suburbano: chacras no demasiado productivas y ocupación de terrenos fiscales, calles laberínticas, cuadros para tener ganado con pasto y arroyos a su disposición. Era habitual que allí la hacienda ingresada a la comuna hiciera su último engorde antes de la faena. Había algunas viviendas precarias y campamentos de gitanos. Los servicios en esa zona se reducían a una canilla comunitaria y a la electricidad que proveía la Cooperativa de Agua, Luz y Fuerza. La falta de gas, por su parte, era compensada con leña extraída de los bosques que seguían el curso del río Limay y los desagües a cielo abierto volvían el aire irrespirable.
En el año 1906 el municipio sancionó una ordenanza reglamentando el funcionamiento de los prostíbulos de la ciudad llamados «casas de tolerancia». Se reglamentó también el lugar en el que podían y debían ocupar dentro de la ciudad. En un principio se ubican cerca del centro y en el año 1910, se vuelve a especificar el lugar que incluía zonas de lo que hoy es el barrio Belgrano. En reunión a puerta cerrada, los integrantes del Concejo municipal deciden la nueva delimitación de calles del «Barrio Gris» en la que estaba permitido el ejercicio de la prostitución: Perito Moreno al norte, Montevideo al sur, Bahía Blanca al este y Río Negro al oeste. Se estima que entre los años 1905 y 1912 funcionaban unos siete prostíbulos en la ciudad. Se cree que los más elegantes estaban regenteados por Miguel Mango quien fuera Juez de Paz, Comisionado Municipal y presidente del Concejo Deliberante.
El 20 de junio de 1935 se crea la Asociación Vecinal de Fomento «Manuel Belgrano» Actualmente se considera esa fecha como fundación del barrio. Es día coincide con el 115º aniversario de la muerte del político y militar Manuel Belgrano de quien toma su nombre. 
En el año 1958 se inician los trámites para la construcción de un balneario en la costa del río Limay. Las tierras habían sido ocupadas por hornos de ladrillo y ya eran usadas como balneario. Las obras fueron inauguradas el 5 de febrero de 1961. Se había convertido en el primer lugar de recreación en la costa que tuvo la ciudad ubicadas en un brazo del río Limay, frente a la isla 132, que ofrecía aguas más seguras que las del río grande.
Para el año 1974 el barrio ya tenía asignados por ordenanza sus límites actuales. En 1975 ya tenía servicio de colectivos urbanos que llegaban hasta las escuela 136 y 103 (Bº Confluencia) y pasaba por las calles Saturnino Torres y Ricchieri e Intendente Linares del barrio.
Sobre finales de la década de 1970 el barrio pertenecía a una franja relativamente privilegiada de barrios con “casas de material con agua y luz” que albergaban a una población formada por “obreros y empleados de empresas estatales, privadas y comercio”. De todos modos, no encontramos allí desagües cloacales,  sistemas de alumbrado potentes o  calles pavimentadas. A la zaga del agua potable va la expansión de la red de cloacas, drenajes pluviales y recolección de residuos. Para la década de 1980 el barrio, junto con otros cercanos al centro, se consolidaron desde el punto de vista urbanístico,  sumando muchas de las características que, durante los años sesenta, habían sido exclusiva propiedad del damero original de la ciudad, perdiendo su característico aroma a campamento provisorio.

## Demografía
Según datos del censo 2010, el barrio tiene una población de 12649 habitantes, siendo el segundo barrio más poblado de la ciudad. Del total de la población, 6137 son varones y 6512 son mujeres. Para el censo 2001, el barrio tenía una población de 10750 habitantes y 3310 hogares. En el censo 1991, la población era 9767 habitantes.

## Gobierno
En el barrio tienen ubicación algunas dependencias estatales.
Gobierno nacional: Ente Nacional de Comunicaciones. Centro de Control. El Chocón 1286, entre Vivanco y Pelagatti.
Gobierno de la provincia de Neuquén:
Residencia de Gobernador: calle Tres Arroyos entre Bahía Blanca y Santa Cruz.
Jefatura de Policía. Ricchieri 775.
Municipalidad de Neuquén: Delegación: Bahía Blanca y Ricchieri.
Comisión vecinal: Winter 938 Presidente: Leiva Carina Soledad ha reemplazado recientemente en las elecciones del 24 de septiembre de 2023 al Sr: Miguel A. Bazán. desde el año 2019. Reemplazó a José Roberto Pozo, que presidía la comisión desde 2012

## Urbanismo
Según el Plan Urbano Ambiental (PUA) de la ciudad de Neuquén, el barrio, como los aledaños, está dividido en distintas zonas según el uso del suelo. 
- Zonas de usos mixtos, que mezclan usos residenciales y no residenciales. En el barrio, corresponde a la zona adyacentes a la ruta 22.
- Zona residencial: abarca el resto del barrio. Está subdividida en: 
  - densidad alta: en una estrecha franja central y
  - densidad media: en la mitad sur del barrio adyacente al río.[35]

Además de zonas, el Plan prevé corredores que incluyen alineamientos comerciales. Estos corredores se desarrollan a los largo de las principales vías de comunicación: ruta 22,  avenida Olascoaga, calles Ricchieri, Copahue, El Chocón, Río Negro, Bahía Blanca, Linares y Saturnino Torres.
Hay sectores residenciales especiales dentro del barrio: 
La Familia: el asentamiento poblado más recientemente por el proceso de ocupación de tierra fiscal (toma de tierras) durante la crisis económica 1998-2002. Nace el 3 de octubre de 2002, cuando se instalaron por primera vez 28 familias sobre calle Saturnino Torres y Copahue, llegando en febrero del 2003 a un total de 287 familias. En 2008 había 470 familias. En septiembre de 2011 se aprueba el amanzanamiento entre Richieri y Copahue, Verzegnassi y Saturnino Torres. Hasta el año 2017 las familias vivieron sin regularización de servicios. En los años siguientes el proceso de regularización se inicia, plasmado institucionalmente en la Ordenanza 13797 de mayo 2018. A fines de 2019 urgen complicaciones financieras para las obras y a 2020 los habitantes siguen reclamado su concreción.
Sector Cultrún, entre la calle del mismo nombre y Vivanco, y Cafayate y El Chocón. Son 52 viviendas construidas a través del Instituto Provincial de Vivienda y Urbanismo, y organizado la Mutual de Docentes (MuDoN) inaugurado en 2004, y Mu-Banco, entre Linares y Cultrún, adyacente a El Chocón. 
Cooperativa Alta Barda, entre calles Minas y Boerr, Comahue y Saturnino Torres. Son 22 viviendas, construidas en 2015.
Plan 88 Viviendas, Entre Colihue y Copahue, Linares y Verzegnassi, adyacente al sector La Familia, inaugurado en 2016.

### Espacios Verdes
Históricamente el espacio verde más importante del barrio ha sido el balneario municipal Abino Cotro ubicado en el extremo sur del barrio entre calles Huiliches y Linares. Además del uso como balneario, consiste en un predio de 5 hectáreas parquizado y/o arbolado en gran parte.
Otras de las plazas históricas del barrio son: la pequeña Plaza de los Abuelos, de 0,2 ha sobre entre calles Linares, Chiarandon y Amaranto Suárez. y la Plaza de los Niños, de 0,8 ha, entre las calles Minas, Las Grutas, Pelagatti y Comahue
El grupo de espacios verdes más importante de los últimos años se alinean a lo largo del antiguo curso del arroyo Villa María que cruza el barrio de oeste a este y se lo denominó Parque Lineal Belgrano. Los elementos más antiguos de este conjunto son el bulevar Ricardo Rojas, de de 350m con isletas estrechas y un arbolado entrecortado; y la plazoleta Negra Camuya, de 0,3 ha entre calles Linares, Lamarque y Loncopué. El parque lineal fue inaugurado en octubre de 2017 y consiste en una plaza central de 1.25 ha ubicado entre calles Cafayate, Cultrún y Vivanco y otras 5 plazoletas de 0,2 ha en promedio alienadas a lo largo del arroyo que fue entubado entre calles Bahía Blanca y Saturnino Torres entre 2003 y 2012.

### Patrimonio
Casa de la familia Rosa, en calle Ricchieri. Construida en 1932. Perteneció a José Rosa, uno de los pioneros del comercio local. Inauguró la primera jabonería de la ciudad, instaló la primera cámara frigorífica de la región.
Árbol histórico: Se trata de uno de los dos primeros árboles plantado en la ciudad. Fue plantado en 1906 por Julio Pelagatti, primer médico de la ciudad. Pertenece a la especie Eucaliptus camaldulensis y actualmente mide entre 40 y 45 metros de alto. Quedó ubicado a unos 100 metros de límite del balneario en la intersección las calles Los Lagos y Winter que se adaptaron para dejarle su espacio.  Fue declarado "árbol histórico" por el entonces intendente de la ciudad Jorge Solana, mediante el decreto n.° 630, en el año 1970. Se construyó un perímetro con ladrillo y posteriormente se le agregaron rejas metálicas. Es podado regularmente para evitar la caída descontrolada de ramas grandes los días de viento. En octubre del 2016, fue declarado Patrimonio Natural de la ciudad, mediante Ordenanza n.° 13559.

## Infraestructura y servicios públicos

### Caminos
La jerarquización vial de la ciudad está determinada por la ordenanza 11012. Las vías más importantes pasan por los márgenes del barrio, las de segundo y tercer orden lo atraviesan 
- Eje Cívico Monumental: en su recorrido norte-sur, une simbólicamente los hechos geográficos presentes en la historia y cultura neuquinas: el río y la barda. Se trata de una avenida en bulevar con plazoletas arboladas y parquizadas de unos 20 metros de ancho. En el barrio, es la avenida Olascoaga.
- Paseo Costanero: en el barrio, es la continuación de calle Linares por la costa del río históricamente de ripio. Incluye un puente que une la calle Linares con la isla 132 construido entre 1999 y 2001[60][61] En 2018 se habilita el pavimento con ciclovía y parquización entre el Balneario y el puente.[62]  En 2020 extiende hasta más allá de barrio,[63] pasado por calle Saturnino Torres que en 2018 se convirtió en otro acceso del barrio a la costa.[64]
- Primer grado: La ruta nacional 22, en su recorrido este - oeste conecta la ciudad con sus vecinas Cipoletti y Plottier. En el tramo correspondiente al barrio se considera una vía urbana de primer orden Se trata de una autovía de 2 carriles por mano, con sus calles colectoras de las que Perticone es la que corresponde al barrio.

- Segundo grado: Linares, con dirección norte - sur y El Chocón, con dirección este-oeste.
- Tercer grado: Río Negro, Tierra del Fuego, Bahía Blanca, Saturnino Torres con sentido norte - sur y Ricchieri, Copahue y Boerr, con dirección este-oeste.

También destaca el bulevar José Rosa de unos 300 metros de largo con plazoletas parquizadas de unos 8 metros de ancho.
Gran parte de las calles están pavimentadas, tanto en asfalto como en hormigón. Destacan dos vías de segundo grado que a 2020 tenían tramos con ripio: Boerr y Saturnino Torres entre El Chocón y el río. También siguen siendo de ripio las interiores de la mayor parte de los sectores residenciales especiales: La Familia y Plan 88 viviendas, Coop. Alta Barda y Mu-Banco.

#### Transporte público
El servicio urbano de transporte público de pasajeros tiene 3 líneas que atraviesan o pasan por los márgenes del barrio:
- Línea 5: por calle Richieri, Bahía Blanca y Olascoaga
- Línea 14: por calle Olascoaga
- Línea 15: por calles Olascoaga, Richieri, Bahía Blanca, El Chocón, Linares y Minas.

Además, por ruta 22, se pueden tomar los servicios comunes de las líneas interurbanas que unen Neuquén con Cipolletti: Ko-Ko y Puehuenche.
Tarjeta SUBE: Saturnino Torres y Riccheri, Río Negro y Amaranto Suárez, Comahue 1555. 
Paradas de Taxi: Nº 37 en Plaza de los Abuelos. Y plataforma de la empresa Avenida, en Linares 1321.

### Salud y cuidados
No hay en el barrio centros de salud públicos. Los barrios Confluencia, Villa María y Mariano Moreno, que rodean el barrio, tienen uno cada uno.
En el sector privado destacan consultorios Génesis (Linares y Richieri); consultorios Norte, en calle Montevideo y consultorios Suizos en calle Ricardo Rojas.
Hogar de ancianos El amanecer en Copahue y Santa Cruz y dos más en trámite de habilitación.
Centro de cuidados infantiles (CCI) ubicado en Loncopué y Lanín e inaugurado en 1997.

### Educación
En el barrio hay centros educativos de nivel secundario, primario e inicial; tanto del sector público como privado, tanto de educación común como educación de adultos.
El más importante es la Escuela Provincial de Educación Técnica (EPET) Nº 8. Heredera de la Escuela Nacional de Educación Técnica (ENET) Nº 1 que se muda al actual edificio en el año 1968. La calle Eugenio Perticone, donde se está ubicado el edificio, toma su nombre de un exdirector de esta escuela.
El otro colegio secundario público es el Centro Provincial de Educación Media (CPEM) Nº 41 ubicado en calle Linares, con dos turnos de educación para adolescentes y un turno vespertino de educación para adultos. Posee dos orientaciones: humanística y ecológica.
Entre las escuelas primarias destaca la escuela Nº 207 "Cuidad de Salta" ubicada en calle Bahía Blanca, que se muda a su actual edificio en el año 1974. Otra escuela primaria es la Nº 180 "Perito P. Moreno"  que comparte el edificio de calle Richieri con la Escuela Primaria para Adultos (EPA) Nº 1.
En el nivel inicial hay 2 establecimientos públicos: el jardín de infantes Nº 49 "del Sur" inaugurado en 2003 y el Nº 64 inaugurado en 2012
En el sector privado destaca la Escuela Cristiana Evangélica de Neuquén (ECEN) que posee nivel inicial, primaria y secundaria.
Posee un Centro de Formación Profesional, el Nº 1
Planta de campamentos Nº 1

### Seguridad
Policía: El barrio se ubica bajo la jurisdicción de la comisaría 2º de la policía provincial. La distribución de jurisdicciones le asigna un cuadrante propio al barrio. Este a su vez está dividido en 3 cuadrículas. Cada una tiene asignado un móvil policial. La comisaría 2º está ubicada en el barrio, en Av Olascoaga y Montevideo que además tiene jurisdicción en los barrios cercanos.
Bomberos: el cuartel central de bomberos de la ciudad está ubicado en el bario, en calle Libertad 50.
Emergencias hídricas: Las cinco presas que regulan el río Limay y las características geográficas hacen que el barrio, como muchos del Alto Valle, se encuentre con un alto factor de riesgo frente a las inundaciones producidas por fenómenos meteorológicos, descargas de las presas por regulación de crecidas, mal funcionamiento de presas de regulación y la rotura de una o más presas. La ciudad tiene corredores seguros que deben ser usados como vías de escape en estos casos. Se trata de las calles que cruzan la Ruta 22 de sur a norte hacia la barda: en el barrio estas son la Avenida Olascoaga y calle Linares. Esas calles están señalizadas con cartelería azul que indica que son vías de evacuación.

## Medios de comunicación
Radios FM.
Radio y Televisión del Neuquén. Calle Santa Cruz. 
Mitre (98.5 MHz) calle Edelman.
RDV (Radio del Valle) 90.7 MHz calle Montevideo.